# 魔物獵人物語
《魔物獵人物語》（日语：モンスターハンター ストーリーズ）是由卡普空公司於2016年10月8日發售的任天堂3DS單機遊戲。簡稱「MHST」，于2017年12月发布安卓及iOS版本。同年10月2日到2018年4月1日期間播放遊戲改編電視動畫《魔物獵人物語 RIDE ON》。本作的續作《魔物獵人物語2 ～破滅之翼～》於2021年7月9日發售。

## 登場人物

### 主要人物
琉特（預設名，名字可更改）（聲：（日）田村睦心 / 葉山郁美 / 手塚弘道；（港）梁珮瑤）

納比路（聲：（日）市道真央；（港）莊巧兒）

莉莉婭（聲：（日）高橋未奈美；（港）顧詠雪）

修瓦爾（聲：（日）逢坂良太；（港）黃尉斯）

### 次要人物
亞由莉雅（聲：（日）牧野由依；（港）廖欣怡）

希蒙（聲：（日）東內麻里子（遊戲版） / 水樹奈奈（動畫版））

李維特（聲：（日）杉田智和（遊戲版 / 動畫版））

## 合作企劃

### 下載服裝
櫻桃小丸子
龍族拼圖X
熊本熊
薩爾達傳說

## 電視動畫
以该作品为原作的电视动画《魔物獵人物語 RIDE ON》在富士电视台以及一部分系列电视台于2016年10月2日至2018年4月1日播出。当初预定播放1年、全50集（实际上游戏本篇的动画到48集为止），但在2017年9月3日播出的第49话下集预告中，以“新章开幕”为名，播放了动画原创长篇《Black Riders篇》，最终播放了1年6个月，共75集。

### 製作團隊
- 原作、監修 - 卡普空
- 監督 - 本鄉滿
- 系列構成、腳本 - 高橋奈津子
- 人物設計 - 齋藤卓也
- 道具/副人物設定 - 平田亮
- 美術監督 - 今野慎一
- 美術設定 - 金城沙綾→天田俊貴
- 色彩設定 - 一瀨美代子
- 攝影監督 - 上條智也
- CG監督 - 奥村優子
- 編集 - 長坂智樹
- 音樂 - 横山克
- 音樂製作 - 富士音樂
- 音響監督 - 明田川仁
- 主要製作人 - 高瀨透子
- 製作人 - 岡安由夏
- 動畫製作人 - 梶田浩司
- 動畫制作 - David Production
- 製作 - MHST製作委員會（富士電視台、卡普空、富士創造製作公司、電通）

### 聲音演出

- 琉特 - 田村睦心
- 納比路 - 市道真央
- 修瓦爾 - 逢坂良太
- 莉莉亞 - 高橋未奈美
- 李維特 - 杉田智和
- 希蒙 - 水樹奈奈
- 亞由莉亞 - 牧野由依
- 歐姆那村長 - 後藤哲夫
- 丹前輩 - 柳田淳一
- 米兒 - 朝井彩加
- 修洛 - 村瀨迪與
- 吉尼 - 内田雄馬
- 史東 - 山本格
- 德布里 - 岡本信彥
- 諾爾 - 大山鎬則
- 蓋爾 - 花江夏樹
- 納里奇 - 山崎遙

### 主題曲
「展望」（第1話 - 第48話）
作詞 - SHIKATA / 作曲 - SHIKATA、GRP / 編曲 - 野間康介 / 歌 - 關西傑尼斯8
1話到29話、30話到48話，OP畫面一樣只有歌詞稍有變更。
「我們今天也要活下去」（第49話 - 第75話）
作詞 - MORISHIN / 作曲 - 川口進、MORISHIN / 編曲 - 水島康資 / 歌 - Johnny's WEST
・第58話與第59話，Music Clip與動畫影像合作片頭曲同時放映。

### 各話列表
| 話數   | 日文標題 | 香港標題                   | 劇本                | 分鏡              | 演出                       | 作畫監督                                                                 | 總作畫監督             | 日本 播放日期  |
| ------ | -------- | -------------------------- | ------------------- | ----------------- | -------------------------- | ------------------------------------------------------------------------ | ---------------------- | -------------- |
| 第1話  |          | 羈絆的力量                 | 高橋奈津子          | 本鄉滿            | 本鄉滿                     | 小林亮、玉置敬子 齋藤卓也                                                | 小林亮                 | 2016年 10月2日 |
| 第2話  |          | 隨行獸誕生                 | 高橋奈津子          | 本鄉滿            | 本鄉滿                     | 松本朋之、近藤優次                                                       | 清丸悟                 | 10月9日        |
| 第3話  |          | 絕對強者                   | 渡邊大輔            | 佐佐木和宏        | 本鄉滿 水本葉月 吉川志我津 | Lee Jong Kyung 齋藤卓也                                                  | 小林亮                 | 10月16日       |
| 第4話  |          | 結絆的儀式                 | 高木聖子            | 西本由紀夫 本鄉滿 | 飯村正之                   | 菅原浩喜、相良理央 小川一郎                                              | 清丸悟                 | 10月23日       |
| 第5話  |          | 隨行獸競賽                 | 千葉克彥            | 上田茂            | 上田茂                     | 小林亮、青野厚司 清水勝祐                                                | 小林亮                 | 10月30日       |
| 第6話  |          | 金蛋任務                   | 金杉弘子            | 岩崎知子          | 白石道太                   | 桐谷真咲、佐佐木一浩                                                     | 清丸悟                 | 11月6日        |
| 第7話  |          | 飲料是媽媽的味道           | 高橋奈津子          | えらん            | 本鄉滿 水本葉月            | 小林亮、佐藤このみ 青野厚司、清水勝祐                                    | 小林亮                 | 11月13日       |
| 第8話  |          | 納比路的戀愛               | 高木聖子            | 前園文夫          | 阿部雅司                   | Lee Jong Kyung                                                           | 清丸悟                 | 11月20日       |
| 第9話  |          | 阿丹和斯路巴的狀態很好     | 千葉克彥            | 西田正義          | 吉川志我津                 | 玉置敬子、小林亮 清水勝祐                                                | 玉置敬子 小林亮        | 11月27日       |
| 第10話 |          | 災難的預兆                 | 渡邊大輔            | 佐佐木和宏        | 飯村正之                   | 松本朋之、近藤優次                                                       | 清丸悟                 | 12月4日        |
| 第11話 |          | 暴風雨的前夕               | 高橋奈津子          | 岩崎知子          | 木宮茂                     | 小林亮 Jang Hee kyu                                                      | 小林亮                 | 12月11日       |
| 第12話 |          | 迅龍來襲                   | 千葉克彥            | 本鄉滿            | 川崎芳樹                   | 青野厚司、生田目康裕 清水勝祐、田中亜優 佐藤このみ、谷口守泰             | 小林亮                 | 12月18日       |
| 第13話 |          | 雌火龍的誕生               | 渡邊大輔            | 上田茂            | 上田茂                     | Lee Jong Kyung                                                           | 小林亮                 | 12月25日       |
| 第14話 |          | 迎擊吧！黑色凶氣           | 遠藤智樹            | 吉田徹            | 野木森達哉                 | 谷口守泰、小林亮 齋藤卓也、玉置敬子                                      | 清丸悟                 | 2017年 1月8日  |
| 第15話 |          | 出發之日                   | 高木聖子            | 石倉礼            | 石倉礼                     | Ryu Seung Cheol Kwon Hyeok Jeong                                         | 清丸悟                 | 1月15日        |
| 第16話 |          | 亞尤利婭的秘密             | 金杉弘子            | 西田正義          | 鈴木琢磨                   | 海谷敏久、春日広子 谷口繁則、前田義宏 谷口守泰                           | 小林亮                 | 1月22日        |
| 第17話 |          | 謎語老人登埸               | 金杉弘子            | 岩田和也          | 上田茂                     | 清水勝祐、青野厚司 小林亮、玉置敬子 森藤希子、佐藤このみ                 | 小林亮                 | 1月29日        |
| 第18話 |          | 到達！基路迪卡蘭           | 高橋奈津子          | 佐佐木和宏        | 佐佐木純人                 | Lee Jong Kyung                                                           | 清丸悟                 | 2月5日         |
| 第19話 |          | 急襲！影蜘蛛               | 渡邊大輔            | 岩崎知子          | 友田政晴                   | 石堂伸晴                                                                 | 小林亮                 | 2月12日        |
| 第20話 |          | 肉球村的傳說               | 千葉克彥            | 西田正義          | 本鄉滿                     | 松本朋之、近藤優次                                                       | 清丸悟                 | 2月19日        |
| 第21話 |          | 土砂龍                     | 高木聖子            | 岩崎知子          | 吉川志我津                 | Jang Hee Kyu Cha Myoung Jun Ku Za Chun 清水勝祐、小林亮                  | 小林亮                 | 2月26日        |
| 第22話 |          | 來自沙漠的救援委託         | 金杉弘子            | 西田正義          | 小野田雄亮                 | 小林ゆかり、嘉村弘之 徳倉栄一、下地なるみ 鎌田均、木村麻亜紗             | 清丸悟                 | 3月5日         |
| 第23話 |          | 角龍慟哭                   | 渡邊大輔            | 佐佐木和宏        | 佐佐木純人                 | Ryu Seung Cheol 松本朋之、近藤優次                                       | 小林亮                 | 3月12日        |
| 第24話 |          | 空中飛龍、陸地飛龍         | 高橋奈津子          | 上田茂            | 上田茂                     | Lee Jong Kyung                                                           | 清丸悟                 | 3月19日        |
| 第25話 |          | 拚命戰鬥！角龍！           | 高橋奈津子          | 鹿間貴裕          | 鹿間貴裕                   | 齋藤卓也、玉置敬子 輿石暁、青野厚司 清水勝祐                             | 小林亮                 | 3月26日        |
| 第26話 |          | 謎之白龍                   | 千葉克彥            | 西田正義          | 野木森達哉                 | 青野厚司、清水勝祐 小林亮 Kim Bo Kyong                                   | 小林亮                 | 4月2日         |
| 第27話 |          | 多巴火山的記憶             | 金杉弘子            | 佐佐木和宏        | 本鄉滿                     | 松本朋之、近藤優次                                                       | 清丸悟                 | 4月9日         |
| 第28話 |          | 前進吧 , 編號者            | 高木聖子            | 岩崎知子          | 上田茂                     | 清水勝祐、青野厚司 玉置敬子、千葉山夏惠                                  | 小林亮 清丸悟          | 4月16日        |
| 第29話 |          | 在火海中棲息的龍           | 渡邊大輔            | 鹿間貴裕          | 佐佐木純人                 | Lee Jong Kyung                                                           | 清丸悟                 | 4月23日        |
| 第30話 |          | 決別之時                   | 高橋奈津子          | 西田正義          | 小野田雄亮                 | 清水勝祐、千葉山夏惠 森藤希子 Shin Hyung Woo Kim Bo Kyeong               | 小林亮                 | 4月30日        |
| 第31話 |          | 成為森林，成為野獸         | 渡邊大輔            | 外川慶            | 友田政晴                   | 石堂伸晴                                                                 | 小林亮                 | 5月7日         |
| 第32話 |          | 琉特沉沒？空中大決戰       | 千葉克彥            | 上田茂            | 上田茂                     | 松本朋之、近藤優次                                                       | -                      | 5月14日        |
| 第33話 |          | 黑狼鳥的逆襲               | 高木聖子            | 西田正義          | 吉川志我津                 | Jang Hee Kyu Ku Za Chun 青野厚司、清水勝祐 森藤希子、玉置敬子 千葉山夏惠 | 清丸悟                 | 5月21日        |
| 第34話 |          | 封鎖彩虹沙灘               | 金杉弘子            | 石倉礼            | 関田修                     | 飯飼一幸、福島豊明 南伸一郎                                              | 清丸悟 小林亮          | 5月28日        |
| 第35話 |          | 白龍蛋                     | 千葉克彥            | 西田正義          | 森田静二                   | Lee Jong Kyung                                                           | 清丸悟                 | 6月4日         |
| 第36話 |          | 追蹤馬尼路加博士           | 渡邊大輔            | 岩崎知子          | 野木森達哉 佐佐木純人      | Lee Minbae Ryu Seungcheol                                                | 小林亮                 | 6月11日        |
| 第37話 |          | 哈克姆村危機再現           | 金杉弘子            | 鹿間貴裕          | 鹿間貴裕                   | 鹿間元子、玉置敬子                                                       | 清丸悟                 | 6月18日        |
| 第38話 |          | 小小的花束                 | 高橋奈津子          | 上田茂            | 上田茂                     | Jang Hee kyu                                                             | 小林亮                 | 6月25日        |
| 第39話 |          | 試煉，前往海市蜃樓之塔     | 高木聖子            | 川崎芳樹          | 川崎芳樹                   | 松本朋之、近藤優次                                                       | 清丸悟                 | 7月2日         |
| 第40話 |          | 殲滅之碎龍                 | 渡邊大輔            | 西田正義          | 佐佐木純人 本鄉滿          | Lee Jong Kyung 齋藤卓也                                                  | 小林亮                 | 7月9日         |
| 第41話 |          | 再遇迅龍                   | 千葉克彥            | 岩崎知子          | 前園文夫                   | 久松沙紀、興村忠美                                                       | 清丸悟                 | 7月16日        |
| 第42話 |          | 編號者全體集合             | 金杉弘子            | 西田正義          | 上田茂                     | 青野厚司、清水勝祐 玉置敬子、千葉山夏惠 Shin Hyung Woo                   | 小林亮                 | 7月23日        |
| 第43話 |          | 迷路森林                   | 高橋奈津子          | 外川慶            | 吉川志我津                 | Ryu Seungcheol Lee Minbae                                                | 小林亮                 | 7月30日        |
| 第44話 |          | 不可思議！遭遇幻獸麒麟     | 高木聖子            | 西田正義          | 木宮茂                     | Jang Hee kyu Lim Keun Soo                                                | 清丸悟                 | 8月6日         |
| 第45話 |          | 塞利昂山的恐暴龍           | 千葉克彥            | 鶴田眸            | 白石達也                   | Lee Jong Kyung                                                           | 小林亮                 | 8月13日        |
| 第46話 |          | 誕生，傳說中的白龍         | 金杉弘子            | 上田茂            | 上田茂                     | 松本朋之、近藤優次                                                       | 清丸悟                 | 8月20日        |
| 第47話 |          | 決戰，極惡之黑             | 渡邊大輔            | 鹿間貴裕          | 鹿間貴裕                   | 鹿間貴裕                                                                 | 齋藤卓也               | 8月27日        |
| 第48話 |          | 白色奇跡                   | 渡邊大輔 高橋奈津子 | 本鄉滿            | 川崎芳樹                   | 青野厚司、清水勝祐 千葉山夏惠 Shin Hyung Woo                             | 小林亮 齋藤卓也 清丸悟 | 9月3日         |
| 第49話 |          | 襲擊，黑暗騎士團           | 高橋奈津子          | 岩崎知子          | 上田茂                     | 齋藤卓也、小林亮 玉置敬子、千葉山夏惠                                    | -                      | 9月17日        |
| 第50話 |          | 強大危險的神秘對手         | 千葉克彥            | 西田正義          | 吉川志我津                 | Jang Hee kyu Lim Keun Soo                                                | 小林亮                 | 9月24日        |
| 第51話 |          | 前所未有的自戀狂，瑪德出場 | 高木聖子            | 鶴田眸            | 高村雄太                   | Lee Jong Kyung                                                           | 清丸悟                 | 10月1日        |
| 第52話 |          | 森之忍者，暗影登場         | 大野木寛            | 西田正義          | 本鄉滿                     | 松本朋之、近藤優次                                                       | 小林亮                 | 10月8日        |
| 第53話 |          | 加油，藍速龍王             | 渡邊大輔            | 川崎芳樹          | 川崎芳樹                   | 清水勝祐、千葉山夏惠 Shin Hyung Woo                                      | 清丸悟                 | 10月15日       |
| 第54話 |          | 為了亞尤利婭               | 金杉弘子            | 佐佐木和宏        | 関田修                     | 飯飼一幸、福島豊明 南伸一郎                                              | 小林亮                 | 10月22日       |
| 第55話 |          | 雷光之雄火龍               | 千葉克彥            | 上田茂            | 上田茂                     | 小林亮                                                                   | -                      | 10月29日       |
| 第56話 |          | 冰冷又火熱的羈絆           | 堀内全              | 西田正義          | 副島惠文                   | Jang Hee kyu Lim Keun Soo                                                | 小林亮                 | 11月5日        |
| 第57話 |          | 副隊長很辛苦               | 高木聖子            | 岩崎知子          | 原科大樹                   | Lee Jong Kyung                                                           | 清丸悟                 | 11月12日       |
| 第58話 |          | 納比路屁屁大作戰           | 大野木寛 高橋奈津子 | 西田正義          | 川崎芳樹                   | 松本朋之、近藤優次                                                       | 小林亮                 | 11月19日       |
| 第59話 |          | 黑暗與羈絆                 | 千葉克彥            | 西田正義          | 上田茂                     | 青野厚司、清水勝祐 千葉山夏惠、小林亮                                    | 清丸悟                 | 11月26日       |
| 第60話 |          | 再戰隨行獸競賽             | 渡邊大輔 高橋奈津子 | 外川慶            | 朝木幸彦                   | 前田義宏、横山謙次 千葉山夏惠 Shin Hyung Woo                             | 小林亮                 | 12月3日        |
| 第61話 |          | 復活？馬尼路加博士         | 金杉弘子            | 鶴田眸            | 吉川志我津                 | Lim Keun Soo                                                             | 清丸悟                 | 12月10日       |
| 第62話 |          | 琉特再與蓋爾對決           | 高橋奈津子          | 齋藤圭一郎        | 齋藤圭一郎                 | 松本朋之、近藤優次 小林亮                                                | 小林亮                 | 12月17日       |
| 第63話 |          | 拯救亞尤利婭大作戰         | 高橋奈津子          | 川崎芳樹          | 川崎芳樹                   | 清水勝祐、千葉山夏惠 齋藤卓也                                            | 清丸悟                 | 12月24日       |
| 第64話 |          | 哈克姆村的新年             | 金杉弘子            | 上田茂            | 上田茂                     | 松本朋之、近藤優次                                                       | 小林亮                 | 2018年 1月7日  |
| 第65話 |          | 記憶中的羈絆               | 千葉克彥            | 西田正義          | 関田修                     | 飯飼一幸、福島豊明 南伸一郎 Ku Ja Cheon                                  | 清丸悟                 | 1月14日        |
| 第66話 |          | 兩人的暗影                 | 堀内全              | 岩崎知子          | 副島惠文                   | Lim Keun Soo                                                             | 小林亮                 | 1月21日        |
| 第67話 |          | 安比斯的企圖               | 本鄉滿              | 西田正義          | 原科大樹                   | Lee Jong Kyung                                                           | 清丸悟                 | 1月28日        |
| 第68話 |          | 猛烈來襲，鋼龍             | 千葉克彥            | 鶴田眸            | 川崎芳樹                   | 清水勝祐、千葉山夏惠 齋藤卓也 Shin Hyung Woo                             | 小林亮                 | 2月4日         |
| 第69話 |          | 臥底德布里                 | 高木聖子            | 外川慶            | 上田茂                     | 松本朋之、近藤優次                                                       | 清丸悟                 | 2月11日        |
| 第70話 |          | 名為安比斯的騎士           | 高橋奈津子          | 西田正義          | 吉川志我津                 | Jang Hee kyu Lim Keun Soo                                                | 小林亮                 | 2月18日        |
| 第71話 |          | 鋼龍的進擊                 | 金杉弘子            | 齋藤圭一郎        | 齋藤圭一郎                 | 原科大樹、小林亮                                                         | 小林亮                 | 3月4日         |
| 第72話 |          | 古龍防衛對策會議           | 渡邊大輔            | 岩崎知子          | 野木森達哉                 | Lee Jong Kyung Shin Hyung Woo 小林亮                                     | 清丸悟 齋藤卓也        | 3月11日        |
| 第73話 |          | 鋼龍降臨                   | 堀内全              | 川崎芳樹          | 川崎芳樹                   | 千葉山夏惠、清水勝祐 青野厚司                                            | 齋藤卓也 小林亮        | 3月18日        |
| 第74話 |          | 與風與雲與歌               | 千葉克彥            | 上田茂            | 上田茂                     | 松本朋之、近藤優次                                                       | 清丸悟 齋藤卓也        | 3月25日        |
| 第75話 |          | 羈絆                       | 高橋奈津子          | 本鄉滿            | 本鄉滿                     | 小林亮、齋藤卓也 千葉山夏惠 Shin Hyung Woo                               | 清丸悟                 | 4月1日         |

- 2017年1月1日播出『爆祝50周年!初詣!!爆笑ヒットパレード2017』停播一次。
- 2017年9月10日播出『FNS27時間テレビ にほんのれきし』停播一次。
- 2017年12月31日播出『大みそか列島縦断LIVE 景気満開テレビ2017』停播一次。
- 2018年2月25日播出『東京マラソン2018まもなく号砲』停播一次。

### 播放電視台
| 播放日期                      | 播放時間             | 播放電視台     | 播放地區       | 備註                         |
| ----------------------------- | -------------------- | -------------- | -------------- | ---------------------------- |
| 2016年10月2日 - 2018年4月1日  | 星期日 8:30 - 9:00   | 富士電視台     | 關東廣域圈     | 製作電視台                   |
|                               |                      | 北海道文化放送 | 北海道         |                              |
|                               |                      | 岩手可愛電視台 | 岩手縣         |                              |
|                               |                      | 仙台放送       | 宮城縣         |                              |
|                               |                      | 長野放送       | 長野縣         |                              |
|                               |                      | 東海電視台     | 中京廣域圈     |                              |
|                               |                      | 關西電視台     | 近畿廣域圈     |                              |
|                               |                      | 岡山放送       | 岡山縣、香川縣 |                              |
|                               |                      | 西日本電視台   | 福岡縣         |                              |
|                               |                      | 鹿兒島電視台   | 鹿兒島縣       |                              |
| 2016年10月2日 - 2017年3月26日 |                      | 櫻桃電視台     | 山形縣         | 第25話之后因节目编排原因腰斩 |
| 2017年1月8日 -                | 星期日 14:30 - 15:00 | Animax         | 日本全域       | BS/CS放送                    |

| 配信期間        | 配信時間          | 配信網站                                    |
| --------------- | ----------------- | ------------------------------------------- |
| 2016年10月2日 - | 星期日 12:00 更新 | FOD / 動畫放題 / U-NEXT                     |
| 2016年10月3日 - | 星期一 0:00 更新  | au pass video / J:COM On-Demand / Milk plus |
|                 | 星期一 12:00 更新 | d動畫商城 / dTV / HOLDINGS CORPORATION      |

| 播放日期                      | 播放時間             | 播放電視台 | 播放地區 | 備註                       |
| ----------------------------- | -------------------- | ---------- | -------- | -------------------------- |
| 2018年4月22日 - 2019年9月22日 | 星期日 16:30 - 17:00 | ViuTV      | 香港     | 含中文配音 同時提供OTT服務 |

### BD / DVD
| 卷 | 發售日         | 收錄話數        | 規格編號   | 規格編號   |
| 卷 | 發售日         | 收錄話數        | BD         | DVD        |
| -- | -------------- | --------------- | ---------- | ---------- |
| 1  | 2017年3月15日  | 第1話 - 第12話  | TBR-27031D | TDV-27035D |
| 2  | 2017年6月21日  | 第13話 - 第24話 | TBR-27032D | TDV-27036D |
| 3  | 2017年9月13日  | 第25話 - 第36話 | TBR-27033D | TDV-27037D |
| 4  | 2017年12月13日 | 第37話 - 第48話 | TBR-27034D | TDV-27038D |
| 5  | 2018年6月13日  | 第49話 - 第75話 | TBR-28193D |            |

## 延伸作品

### 漫畫
おしえてナビルー
「モンスターハンター ストーリーズ」官方網站内連載的網絡漫畫。作畫：あざらすぃゆずこ。

### 小說
モンスターハンター ストーリーズ 絆のかたち
モンスターハンター ストーリーズ 新たな絆
由角川翼文庫發行的小說。著：前田圭士、插畫：布施龍太。
モンスターハンター ストーリーズ RIDE ON 〜たちむかえライダー!〜
モンスターハンター ストーリーズ RIDE ON 〜決別のとき〜
モンスターハンター ストーリーズ RIDE ON 〜最凶の黒と白い奇跡〜
由集英社未來文庫發行的電視動畫改編小說。原作、監修：卡普空、著：相羽鈴。

### 遊戲
Otomon Drop 魔物獵人物語
以電視動畫為基礎所改編的解謎遊戲，平台為iOS及Android。

## 外部連結
- 魔物獵人物語 官方網站 （页面存档备份，存于）
- 電視動畫 魔物獵人物語 RIDE ON 官方網站 （页面存档备份，存于）
- 魔物獵人物語 官方的X（前Twitter）
- 魔物獵人物語 RIDE ON官方的X（前Twitter）
- Otomon Drop 魔物獵人物語
  - 「Otomon Drop 魔物獵人物語」官方網站
  - Otomon Drop 魔物獵人物語官方的X（前Twitter）
  - Otomon Drop 魔物獵人物語官方的Facebook專頁